# Калинко, Михаил Кузьмич
Михаил Кузьмич Калинко (1915—1994) — советский геолог-нефтяник, доктор геолого-минералогических наук, профессор, Почётный полярник СССР. Изучал коллекторы нефти и газа для выявления общих закономерностей их респределения в земной коре.

## Биография
Родился 9 (22) февраля 1915 года в городе Ставрополь.
В 1939 году окончил геологический факультет Азербайджанского индустриального института.
Начал работать инженером-геологом Главсевморпути.
В 1948 году защитил кандидатскую диссертацию на тему «Результаты разведки нефти и перспективы нефтеносности полуострова Нордвик (Юрюнг-Тумус)».
В 1949—1953 годах — главный геолог Нордвикской экспедиции.
С 1953 года работал во Всесоюзном научно-исследовательском геологоразведочном нефтяном институте (НИИГА).
В 1959 году защитил докторскую диссертацию на тему «История геологического развития и перспективы нефтегазоносности Хатангской впадины».
Был руководителем контактов и консультентом по нефтегазовым поискам в ГДР, НРБ, ПНР и МНР.
Скончался 20 августа 1994 года в городе Санкт-Петербург.

## Награды и премии
- Медаль «За доблестный труд в Великой Отечественной войне 1941—1945 гг.»
- Орден «Знак Почёта»
- Нагрудный знак «Почётный полярник»
- Золотая медаль ВДНХ СССР.